# پرایریتون (ایندیانا)
پرایریتون (به انگلیسی: Prairieton) یک منطقهٔ مسکونی در ایالات متحده آمریکا است که در شهرستان ویگو، ایندیانا واقع شده‌است. پرایریتون ۱۴۶ متر بالاتر از سطح دریا واقع شده‌است.